# 埃爾莫拉多山
埃爾莫拉多山（西班牙語：Cerro El Morado），是智利的山峰，位於該國中部聖地亞哥首都大區，屬於安第斯山脈的一部分，海拔高度4,674米，人類在1933年首次登頂。
33°43′48″S 70°03′50″W / 33.7300°S 70.0639°W